# Lanz Bulldog

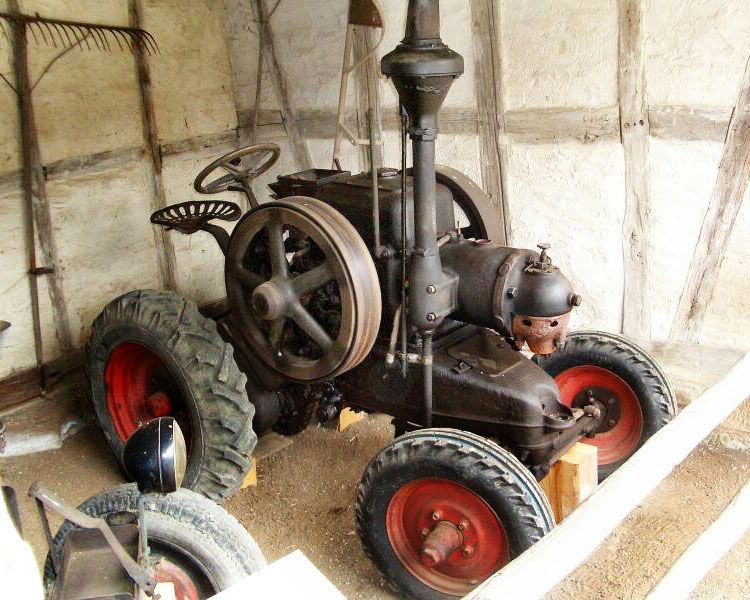
Lanz Bulldog, 1928

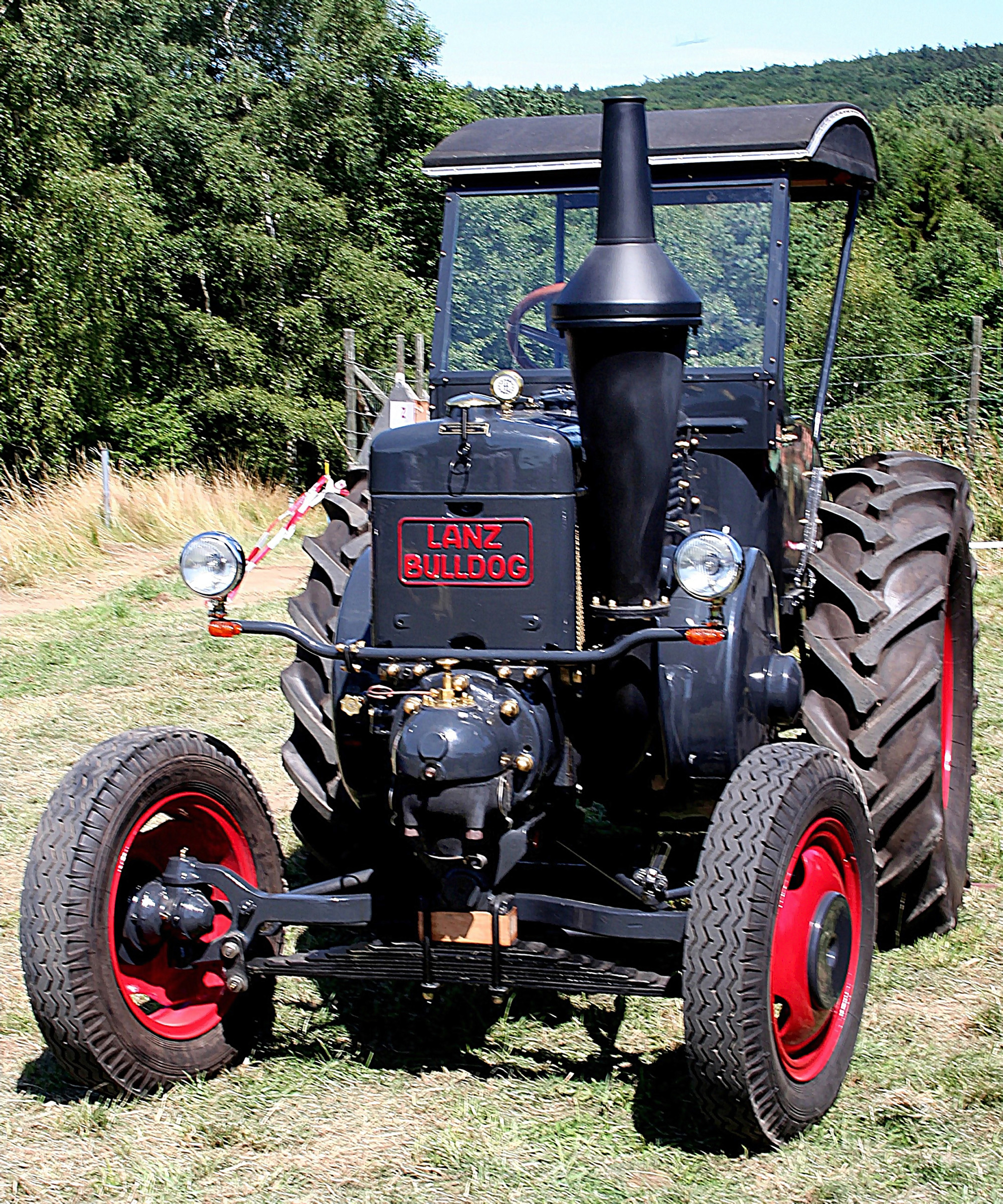
Lanz Bulldog, 1939

El Bulldog Lanz fue un modelo de tractor producido por Heinrich Lanz AG de Mannheim, en la región de Baden-Württemberg en Alemania. 
La producción se inició en 1921 con varias versiones del Bulldog. En 1956 la Deere & Company adquirió   Lanz, utilizando el nombre de "John Deere Lanz" como nueva línea de producción de los  viejos  "Heinrich Lanz". En 1960 Deere & Company optó por cerrar la producción de Bulldog y el nombre Lanz cae en desuso.
El Bulldog era un tractor poco costoso, simple y de fácil mantenimiento, constituido por un Motor de dos tiempos con un único cilindro horizontal. Inicialmente el motor era de 6,3 litros y con 12 Caballos, sucesivamente se va haciendo más grande, llegando a los 10,9 litros y con 54 caballos.
El Bulldog era uno de los  tractores más difundidos en Alemania, con otros 250.000 unidades producidos  a lo largo de los años, por ello fue copiado en otros  países,  como  Polonia, con el nombre de Ursus C-45 y C-451, después de la Segunda Guerra Mundial.
También en Argentina, se construyó un tractor similar por IAME (Industrias Aeronáuticas y Mecánicas del Estado), bajo el nombre de "Pampa". Su producción cesó en 1963, con 3.760 unidades producidas para el mercado local.
El Bulldog es también similar al producido con la marca Marshall Field, en Inglaterra